# مداخله‌گری اقتصادی
مداخله دولت در امور اقتصادی، ویا مداخله‌گری اقتصادی (یا گاهی مداخله گری دولتی) یک دیدگاه در خصوص سیاستگذاری اقتصادی است که حامی مداخلهٔ حکومت در فرایند بازار به منظور تصحیح شکست بازار و ارتقای رفاه عمومی است. یک مداخلهٔ اقتصادی اقدامی است که توسط یک دولت یا سازمان بین‌المللی در یک اقتصاد بازار در تلاش برای اثرگذاری بر اقتصاد انجام می‌شود و فراتر از مقررات‌گذاری ابتدایی در خصوص تقلب و اجرای قراردها و فراهم آوری کالای عمومی است. مداخلهٔ اقتصادی می‌تواند اهداف سیاسی یا اقتصادی گوناگونی داشته باشد، نظیر ارتقای رشد اقتصادی، افزایش اشتغال، بالابردن دستمردها، افزودن یا کاستن از قیمت‌ها، ارتقای برابری در درآمد، مدیریت عرضهٔ پول و نرخ‌های بهره، افزایش سود یا رسیدگی به شکست‌های بازار.